# Phuket Airlines
Phuket Airlines (im Außenauftritt verkürzt Phuket Air) war eine thailändische Charterfluggesellschaft mit Sitz in Bangkok und Basis auf dem Flughafen Bangkok-Suvarnabhumi.

## Geschichte
Phuket Airlines wurde 1999 gegründet und nahm ihren Flugbetrieb 2001 auf. Zeitweilig flog sie auch London und Dubai an, technische Probleme mit den eingesetzten alten Boeing 747 führten jedoch dazu, dass diese Flüge im April 2005 eingestellt werden mussten. Geflogen wurde neben Boeing 747 zeitweise auch mit Boeing 737-200 und NAMC YS-11.
Ende August 2005 wurde Phuket Airlines auf die Schwarze Liste der französischen Luftfahrtaufsichtsbehörde aufgenommen. Als Ende März 2006 die Liste der Betriebsuntersagungen für den Luftraum der Europäischen Union veröffentlicht wurde, fand sich Phuket Airlines auch hier, wurde im März 2007 jedoch wieder von dieser gestrichen.
Phuket Airlines hatte seit dem Sommer 2006 den Flugbetrieb unter eigenem Namen eingestellt. Seit dem verleaste sie ihre Maschinen an andere Fluggesellschaften wie beispielsweise Saudi Arabian Airlines. Mit Stand Juli 2013 besaß die Gesellschaft jedoch keine Flugzeuge mehr, zwischenzeitlich hat sie den Betrieb eingestellt.

## Flotte
Mitte März 2012 bestand die Flotte der Phuket Air aus vier Flugzeugen:
- 1 Boeing 747-300
- 3 Boeing 747-400

## Zwischenfälle

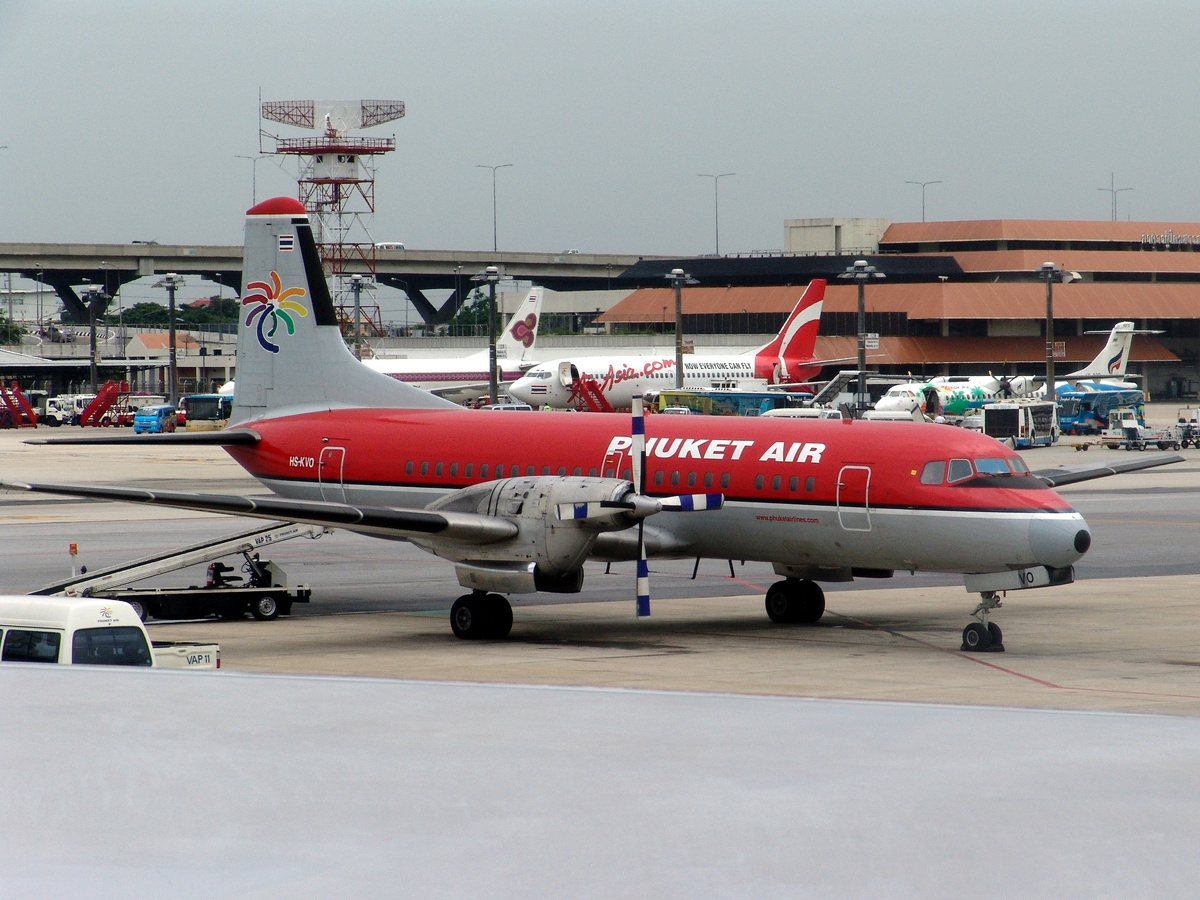
Die im September 2005 verunglückte YS-11, Bangkok, Juli 2005

- Am 11. September 2005 geriet eine NAMC YS-11-500R der Phuket Airlines (Luftfahrzeugkennzeichen HS-KVO) bei der Landung auf dem Flughafen Mae Sot (Thailand) von der Landebahn ab und rutschte eine kleine Böschung hinab. Alle 28 Insassen, vier Besatzungsmitglieder und 24 Passagiere, überlebten. Das Flugzeug wurde irreparabel beschädigt.[3]

- Am 17. Juli 2010 zerlegte sich bei einer Boeing 747-306M der Saudi Arabian Airlines, gemietet von Phuket Airlines (HS-VAC), beim Start vom Flughafen Kairo-International (Ägypten) das Triebwerk Nr. 4 (rechts außen). Alle 22 Besatzungsmitglieder, die einzigen Insassen des Positionierungsfluges, blieben unverletzt. Das Flugzeug wurde irreparabel beschädigt.[4]